# Iradj Alexander
Iradj Alexander (Locarno, 17 settembre 1975) è un pilota automobilistico svizzero.
Dal 2001 al 2004 ha gareggiato nel campionato GT Fia per la scuderia JMB Ferrari. Ha pure gareggiato nella American Le Mans Series (2003), nel campionato francese GT (2001) e nella Barber Dodge Pro Series (1999). Agli albori della sua carriera, nel 1996 ha vinto il suo primo campionato, la Formula Ford svizzera. Nel 2005 ha corso nel campionato francese GT su Lister Storm e nel 2006 nel campionato del mondo FIA GT su Ferrari F430 GT2.
È collaudatore per Maserati e Ferrari, nonché istruttore di guida.
Nel 2007 corre nel campionato Le Mans Series, ingaggiato dal team Swiss Spirit.

## La carriera
2006 GT CARS
Campionato del mondo FIA GT su Ferrari F430 GT2
2005 GT CARS
Campionato Francese GT FFSA su Lister Storm
2004 GT CARS
- Campionato del Mondo FIA GT su Ferrari 575M Maranello

- Campionato GRANDAM USA su Ferrari 360 Modena

- Maserati GT CARS Test Driver
2003 GT CARS
- Campionato Francese GT FFSA su Viper GTS-R

- Campionato ALMS USA su Ferrari 360 Modena N-GT

- 24 Ore di Spa su Ferrari 360 Modena N-GT
2002 GT CARS su Ferrari 360 Modena N-GT
- Campionato del Mondo FIA GT

- 24 ore di Spa
2001 GT CARS su Ferrari 360 Modena N-GT
- Campionato del Mondo FIA GT

- Campionato Francese GT FFSA
2000 Formula Renault con Jenzer Motorsport
- Campionato Francese 
- Campionato Europeo
1999 Formula Barber Dodge Pro Series
- Campionato USA
1998 Formula 3 con Signature Racing Team
- Campionato Francese

- Gare Internazionali
1997 Formula Ford 1800 con Jenzer Motorsport
- Campionato Francese

- Campionato Europeo e Festival Mondiale F. Ford
1996 Formula Ford 1800 con Jenzer Motorsport
- Campionato Svizzero

- Gare Internazionali in Francia, Germania e Inghilterra

- Campionato Europeo e Festival Mondiale Formula Ford
1995 Formula Ford 1800 con Jenzer Motorsport
- Campionato Svizzero

- Gare Internazionali in Francia, Germania e Inghilterra

- Campionato Europeo e Festival Mondiale F. Ford
Fino al 1995 ha disputato gare di karting in Svizzera.